# Dury (Somma)
Dury – miejscowość i gmina we Francji, w regionie Hauts-de-France, w departamencie Somma.
Według danych na rok 1990 gminę zamieszkiwało 1341 osób, a gęstość zaludnienia wynosiła 122 osoby/km² (wśród 2293 gmin Pikardii Dury plasuje się na 213. miejscu pod względem liczby ludności, natomiast pod względem powierzchni na miejscu 386.).